# Разноцветный плоскохвостый попугай
Разноцветный плоскохвостый попугай (лат. Psephotellus varius) — вид птиц из семейства Psittaculidae.

## Внешний вид
Длина тела 27 см. В оперении самца преобладает зелёный цвет. Лоб, пятно на крыльях и нижние кроющие хвоста — жёлто-оранжевые. Средняя часть брюха окрашена в насыщенный красный цвет. Самка окрашена значительно скромнее, в основном в оливково-бурые тона. Клюв чёрный. Окологлазное кольцо серо-коричневое, радужка коричневая. Лапы телесного цвета. В природе существует много вариантов расцветок внутри вида.

## Распространение
Обитает в южных районах внутренней Австралии.

## Образ жизни
Населяют лесостепи со скудной растительностью, в основном в засушливых районах. Охотно селятся в культурных ландшафтах, особенно в сельской местности. Питаются главным образом семенами трав, а также различными мелкими насекомыми и их личинками.

## Размножение
Самка откладывает от 4 до 6 яиц, которые насиживает 21—22 дня. В кормлении птенцов участвуют оба партнёра, через 35 дней птенцы вылетают из гнезда.

## Содержание
В Европу этот вид был впервые был завезён в 1862 году. В клетках содержится реже, чем красноспинный певчий попугай, с которым они очень схожи по поведению и условиям содержания. Как правило, птиц держат парами, при совместном содержании нескольких пар возможны ссоры, особенно в период гнездования.